# L'isola delle rose, la tragedia di un paradiso
L’Isola delle rose, la tragedia di un paradiso è un film documentario del 2008 scritto e diretto da Rebecca Samonà. Prodotto con il contributo del Fondo nazionale a favore delle vittime del nazismo, è stato il primo film italiano a raccontare la storia della deportazione degli ebrei di “Rodi italiana”. Il film racconta in chiave autobiografica la storia della comunità ebraica dell’isola di Rodi distrutta ad Auschwitz e della resistenza dei militari italiani ai tedeschi seguita alla dichiarazione dell’armistizio con gli alleati fatta dal generale Badoglio l’8 settembre 1943. Girato fra Belgio, Italia e Grecia, “L’isola delle rose, la tragedia di un paradiso”, ha una narrazione prevalentemente al femminile, con testimonianze, filmati d’archivio, foto e diari della famiglia della regista.
E’ distribuito internazionalmente con il titolo di The Island of Roses, Tragedy in Paradise.

## Contesto storico
Durante la guerra di Libia, nel 1912, gli italiani strappano all’impero Ottomano l’arcipelago del Dodecaneso, nel Mare Egeo, di cui la capitale Rodi è considerata la “perla”. Con l’avvento del fascismo e l’italianizzazione delle varie minoranze dell’isola, quali greci, turchi ed ebrei, la propaganda promuove l’immagine dell’“l’isola delle rose”, Rodi, come un paradiso di bellezza ed eleganza, un ponte proiettato verso il Medio Oriente e il sogno coloniale. Con l’introduzione delle leggi razziali prima, la guerra e l’avvento della Repubblica Sociale Italiana poi, il paradiso dell’Egeo si trasforma in tragedia per migliaia di soldati italiani e per l’intera comunità ebraica, presente nell’arcipelago da molti secoli, che viene completamente distrutta ad Auschwitz.

## Rebecca Samonà
Inviata, autrice televisiva e regista, abita a Roma. Laureata in Scienze Politiche, intervistatrice per la Shoah Foundation, lavora come giornalista nei programmi d'informazione della Rai. Oltre a L’isola delle Rose, ha firmato per Rai3 alcuni documentari, fra cui “Prigionieri di Stalin” e diversi reportage per il programma investigativo “Presa Diretta”. Negli Stati Uniti ha collaborato con il Primo Levi Center all’organizzazione di eventi culturali, fra i quali l’installazione multimediale “Los Corassones Avlan” a New York.

## Prime proiezioni
- Anteprima italiana: Casa della Memoria e della Storia, Roma, 22 novembre 2007;
- Prima internazionale: Primo Levi Center, New York, 27 gennaio 2008;
- Prima TV: The History Channel Italy, 27 gennaio 2008.